# Pseudoanthidium bytinskii
Pseudoanthidium bytinskii är en biart som först beskrevs av Mavromoustakis 1948.  Pseudoanthidium bytinskii ingår i släktet Pseudoanthidium och familjen buksamlarbin. Inga underarter finns listade i Catalogue of Life.